# Hypocoela mannophora
Hypocoela mannophora là một loài bướm đêm trong họ Geometridae.